# Alayotityus feti
Espèce
Alayotityus feti est une espèce de scorpions de la famille des Buthidae.

## Distribution
Cette espèce est endémique de la province de Santiago de Cuba à Cuba. Elle se rencontre vers Santiago de Cuba.

## Description
Le mâle holotype mesure 22,4 mm, les mâles mesurent de 19,0 à 22,4 mm et les femelles de 21,1 à 31,8 mm.

## Étymologie
Cette espèce est nommée en l'honneur de Victor Fet.

## Publication originale
- Teruel, 2004 : « Taxonomía del complejo Alayotityus nanus (Scorpiones: Buthidae). Segunda parte:Descripción de una nueva especie. » Revista Iberica de Aracnologia, vol. 9, p. 259-268 (texte intégral).